# Cedães
Cedães es una freguesia portuguesa del municipio de Mirandela, con 25,34 km² de superficie y 455 habitantes (2001). Su densidad de población es de 18,0 hab/km².